# Khánh Nam (danh hài)
Khánh Nam (1962 - 2017) là danh hài Việt Nam. Ông được khán giả biết đến với dáng vẻ lụ khụ, cách nói tưng tửng, qua những vai diễn bụi đời trong các vở Ai làm bác sĩ, Tình em bán kẹo. Ngoài ra, ông còn được biết đến qua nhiều game show hài.
Một số tiểu phẩm tiêu biểu của ông như: Du lịch giá rẻ, Tìm chồng cho con, Hớt tóc thanh nữ, Lô cốt ơi lô cốt, Gánh hát vùng ven, Hiểu lầm tai hại, Chuyện đã rồi, Nhầm lẫn, Nghĩa địa, Dạy thêm bá đạo, Lấy vợ đi ba, Thị màu thời đại…

## Sự nghiệp
Khánh Nam tên thật là Trần Minh Thành, sinh năm 1962 tại Long Khánh, tỉnh Đồng Nai. Năm 1982, ông quyết định nghỉ học để theo các gánh hát cải lương, với mong muốn trở thành nghệ sĩ cải lương giống như Khánh Tuấn, anh trai mình. Tuy nhiên, ông không thể trở thành kép chính, mặc dù ông có chất giọng rất hay. Nhận thấy ông hài hước nên đồng nghiệp đã động viên ông chuyển sang diễn hài. Khánh Nam được khán giả biết đến với những vai diễn bụi đời, nét diễn riêng bằng dáng vẻ lụ khụ, cách nói tưng tửng ở sân khấu kịch Sài Gòn qua các vở Ai làm bác sĩ, Tình em bán kẹo...
Năm 2003, ông lập nhóm hài Khánh Nam, biểu diễn ở nhiều tụ điểm giải trí ở Sài Gòn, với các tiểu phẩm như Giã từ lưu linh, Lỗi tại ai, Liên khúc ba thời đại, Vụ án con cu đất... Nhóm Khánh Nam từng đoạt giải nhất tại Liên hoan sân khấu hài Nụ cười xanh 2011, với tiểu phẩm Lô cốt ơi, lô cốt do ông viết kịch bản và dàn dựng.
Năm 2012, trên đường biểu diễn về ông bị tai nạn giao thông khiến ông bể xương chậu, gãy chân trái. Nhiều nghệ sĩ đã tổ chức chương trình Vòng tay nhân ái, dành một phần tiền hỗ trợ ông.
Tối ngày 26 tháng 9 năm 2017, trên đường lưu diễn Long An về Thành phố Hồ Chí Minh, ông bị xuất huyết não nên được gia đình đưa đi cấp cứu tại bệnh viện An Bình, sau đó chuyển sang bệnh viện Nguyễn Tri Phương rồi về bệnh viện Nhân dân 115 để mổ. Đến 10 giờ tối ngày 27 tháng 9, do tình hình quá xấu, các bác sĩ không còn cách nào cứu chữa nên gia đình đã đưa ông về nhà riêng sau đó qua đời. Linh cữu của ông được đi an táng tại quê nhà Mỏ Cày, Bến Tre.

## Chương trình truyền hình
- Bí mật đêm chủ nhật (mùa 1)
- Gặp nhau để cười (2015-2016)
- Hội ngộ danh hài 2016
- Hội quán tiếu lâm (mùa 2)
- Ơn Giời cậu đây rồi (mùa 1-2)
- Sao nối ngôi nhí 2017
- Vitamin cười 2016